# Mésorégion de la Borborema
La mésorégion de la Borborema est l'une des 4 mésorégions de l'État de la Paraíba. Elle regroupe 44 municipalités groupées en 4 microrégions.

## Données
La région compte 283 607 habitants pour 15 573 km².
Les principaux centres urbains de la région sont Monteiro, Picuí et Juazeirinho.

## Microrégions[1]
La mésorégion de la Borborema est subdivisée en 7 microrégions:
- Cariri occidental
- Cariri oriental
- Seridó occidental de Paraíba
- Seridó oriental de Paraíba